# B3i Bay 99
Der B3i Bay 99 war ein dreiachsiger Durchgangswagen mit Seitengang der zweiten Klasse, der mit der Blatt-Nr. 65 für die Königlich Bayerischen Staatseisenbahnen (K.Bay.Sts.B.) zum Einsatz im innerbayerischen Schnellzugverkehr in zwei Fertigungslosen gebaut wurde. Ursprünglich handelte es sich um einen ABi, der noch vor 1923 seine erste Klasse verlor und zum B3i Bay 99 wurde.

## Konstruktive Merkmale

### Untergestell
Der Rahmen der Wagen bestand komplett aus Eisen und war aus Walzprofilen zusammengenietet. Die äußeren Längsträger hatten eine U-Form mit nach außen weisenden Flanschen. Als Zugeinrichtung hatten die Wagen Schraubenkupplungen mit Sicherheitshaken nach VDEV, die Zugstange war durchgehend und mittig gefedert. Als Stoßeinrichtung besaßen die Wagen Stangenpuffer mit einer Einbaulänge von 650 Millimetern, die Pufferteller hatten einen Durchmesser von 370 Millimetern.

### Laufwerk
Die Wagen hatten genietete Fachwerkachshalter aus Flacheisen mit der kurzen, geraden Bauform. Gelagert waren die Achsen in Gleitachslagern. Die Räder hatten Speichenradkörper der bayerischen Form 39 mit 988 Millimetern Durchmesser. Das mittlere Rad war seitlich verschiebbar und ungebremst. Bei den Wagen der Bauserie von 1907 waren diese dagegen gebremst.
Bremse: Handbremse im geschlossenen Übergang an einem Wagenende. Die Wagen waren mit Druckluftbremsen des Typs Westinghouse ausgestattet.

### Wagenkasten
Das Wagenkastengerippe bestand aus einem hölzernen Ständerwerk. Es war außen mit Blech und innen mit Holz verkleidet. Die Seitenwände waren glatt. Die Wagen besaßen ein Tonnendach ohne Oberlichtaufbau.
Der Innenraum hatte insgesamt viereinhalb Abteile mit gepolsterten Sitzen. Die an einem Wagenende liegenden Abteile der 1. Klasse waren mit Schiebetüren zum Seitengang hin abgeschlossen, ebenso die am gegenüberliegenden Wagenende befindlichen Abteile der 2. Klasse. Die übrigen Abteile waren zum Seitengang offen. Der Wagen hatte einen Abort, welcher sich an dem der Bremserseite gegenüberliegenden Wagenende befand.
Zur Beheizung verfügten die Wagen über eine Dampfheizung. Die Belüftung erfolgte über Dachlüfter bzw. über die versenkbaren Fenster.
Die Beleuchtung erfolgte durch Gaslampen. Die zwei Vorratsbehälter hingen in Wagenlängsrichtung mit am Rahmen. Ab den 1930er Jahren erfolgte eine Umrüstung auf elektrische Beleuchtung.

## Bemerkung
Noch vor der Umzeichnung von 1925 verloren die Wagen die 1. Klasse und wurden zu B3i Bay 99 umgezeichnet. Dabei wurde die Ausstattung der ehemals 1. Klasse beibehalten. Die beiden 1950 noch betriebsfähigen Wagen wurden zu C3i Bay 99 zurückgestuft.

## Skizzen, Musterblätter, Fotos

Ansicht zu Blatt 65 aus WV von 1913

## Wagennummern
Die Daten sind dem Wagenpark-Verzeichnis der Kgl.Bayer.Staatseisenbahnen, aufgestellt nach dem Stande vom 31. März 1913, sowie den Büchern von Emil Konrad (Reisezugwagen der deutschen Länderbahnen, Band II) und  Alto Wagner (Bayerische Reisezugwagen) entnommen.
| Blatt-Nr. Herstelld.         | Blatt-Nr. Herstelld.         | Blatt-Nr. Herstelld.         | Gattungszeichen je Epoche Wagennummern je Epoche(mit Direktionsangaben) | Gattungszeichen je Epoche Wagennummern je Epoche(mit Direktionsangaben) | Gattungszeichen je Epoche Wagennummern je Epoche(mit Direktionsangaben) | Gattungszeichen je Epoche Wagennummern je Epoche(mit Direktionsangaben) | Gattungszeichen je Epoche Wagennummern je Epoche(mit Direktionsangaben) | Gattungszeichen je Epoche Wagennummern je Epoche(mit Direktionsangaben) | Gattungszeichen je Epoche Wagennummern je Epoche(mit Direktionsangaben) | Fahrwerk / Ausstattung (siehe jeweilige Legende) | Fahrwerk / Ausstattung (siehe jeweilige Legende) | Fahrwerk / Ausstattung (siehe jeweilige Legende) | Fahrwerk / Ausstattung (siehe jeweilige Legende) | Fahrwerk / Ausstattung (siehe jeweilige Legende) | Fahrwerk / Ausstattung (siehe jeweilige Legende) | Fahrwerk / Ausstattung (siehe jeweilige Legende) | Fahrwerk / Ausstattung (siehe jeweilige Legende) | Fahrwerk / Ausstattung (siehe jeweilige Legende) | Fahrwerk / Ausstattung (siehe jeweilige Legende) | Fahrwerk / Ausstattung (siehe jeweilige Legende) | Zusatzinfos    | Zusatzinfos |
| Bau- jahr                    | Her- steller                 | Anz.                         | ab 1907                                                                 | Rep. (1919)                                                             | DR (ab 1923)                                                            | DRG (ab 1930)                                                           | DRG n. Umbau                                                            | Ausge- mustert                                                          | letzt. Heimat-Bf.                                                       | Anz. Ach- sen                                    | Brem- sen                                        | Bl.                                              | Hz.                                              | Art u.Anz. Abteile (Sitze je Klasse)             | Art u.Anz. Abteile (Sitze je Klasse)             | Art u.Anz. Abteile (Sitze je Klasse)             | Art u.Anz. Abteile (Sitze je Klasse)             | Art u.Anz. Abteile (Sitze je Klasse)             | Mil.                                             | Mil.                                             | Sig- nal- hlt. | Bemer- kung |
| Blatt-Nr. aus WV von Gattung | Blatt-Nr. aus WV von Gattung | Blatt-Nr. aus WV von Gattung | 65 1913 Bi                                                              |                                                                         | B3i Bay 99                                                              | B3i Bay 99                                                              | C3i Bay 99                                                              |                                                                         |                                                                         |                                                  |                                                  |                                                  |                                                  | A                                                | 1.                                               | 2.                                               | 3.                                               | 4.                                               | O                                                | M                                                |                |             |
| ---------------------------- | ---------------------------- | ---------------------------- | ----------------------------------------------------------------------- | ----------------------------------------------------------------------- | ----------------------------------------------------------------------- | ----------------------------------------------------------------------- | ----------------------------------------------------------------------- | ----------------------------------------------------------------------- | ----------------------------------------------------------------------- | ------------------------------------------------ | ------------------------------------------------ | ------------------------------------------------ | ------------------------------------------------ | ------------------------------------------------ | ------------------------------------------------ | ------------------------------------------------ | ------------------------------------------------ | ------------------------------------------------ | ------------------------------------------------ | ------------------------------------------------ | -------------- | ----------- |
| 1899                         | Rathg.                       | 15                           | 1270                                                                    |                                                                         | 36 001 Au                                                               | 29 847 Au                                                               |                                                                         | xx/193x                                                                 |                                                                         | 3                                                | Pl, Wsbr                                         | Ggl                                              | D                                                | 1                                                | 1 ½ (9)                                          | 3 (18)                                           |                                                  |                                                  | 27                                               |                                                  |                |             |
| 1899                         | Rathg.                       | 15                           | 1271                                                                    |                                                                         | 36 002 Au                                                               | 29 848 Au                                                               |                                                                         | 02/1950                                                                 |                                                                         | 3                                                | Pl, Wsbr                                         | Ggl                                              | D                                                | 1                                                | 1 ½ (9)                                          | 3 (18)                                           | Altschadwagen                                    |                                                  | 27                                               |                                                  |                |             |
| 1899                         | Rathg.                       | 15                           | 1272                                                                    | 1272                                                                    |                                                                         |                                                                         |                                                                         | 11/1919                                                                 |                                                                         | 3                                                | Pl, Wsbr                                         | Ggl                                              | D                                                | 1                                                | 1 ½ (9)                                          | 3 (18)                                           |                                                  |                                                  | 27                                               |                                                  |                |             |
| 1899                         | Rathg.                       | 15                           | 1273                                                                    |                                                                         | 36 002 Wür                                                              | 29 850 Nür                                                              |                                                                         | 1945?                                                                   |                                                                         | 3                                                | Pl, Wsbr                                         | Ggl                                              | D                                                | 1                                                | 1 ½ (9)                                          | 3 (18)                                           |                                                  |                                                  | 27                                               |                                                  |                |             |
| 1899                         | Rathg.                       | 15                           | 1274                                                                    |                                                                         | 36 002 Reg                                                              | 29 851 Reg                                                              |                                                                         | 1945?                                                                   |                                                                         | 3                                                | Pl, Wsbr                                         | Ggl                                              | D                                                | 1                                                | 1 ½ (9)                                          | 3 (18)                                           |                                                  |                                                  | 27                                               |                                                  |                |             |
| 1899                         | Rathg.                       | 15                           | 1275                                                                    | 1275                                                                    |                                                                         |                                                                         |                                                                         | 11/1919                                                                 |                                                                         | 3                                                | Pl, Wsbr                                         | Ggl                                              | D                                                | 1                                                | 1 ½ (9)                                          | 3 (18)                                           |                                                  |                                                  | 27                                               |                                                  |                |             |
| 1899                         | Rathg.                       | 15                           | 1276                                                                    |                                                                         | 36 003 Au                                                               | 29 849 Au                                                               |                                                                         | xx/193x                                                                 |                                                                         | 3                                                | Pl, Wsbr                                         | Ggl                                              | D                                                | 1                                                | 1 ½ (9)                                          | 3 (18)                                           |                                                  |                                                  | 27                                               |                                                  |                |             |
| 1899                         | Rathg.                       | 15                           | 1277                                                                    | 1277                                                                    |                                                                         |                                                                         |                                                                         | 11/1919                                                                 |                                                                         | 3                                                | Pl, Wsbr                                         | Ggl                                              | D                                                | 1                                                | 1 ½ (9)                                          | 3 (18)                                           |                                                  |                                                  | 27                                               |                                                  |                |             |
| 1899                         | Rathg.                       | 15                           | 1278                                                                    |                                                                         | 36 001 Nür                                                              | 29 852 Reg                                                              |                                                                         | 1945?                                                                   |                                                                         | 3                                                | Pl, Wsbr                                         | Ggl                                              | D                                                | 1                                                | 1 ½ (9)                                          | 3 (18)                                           |                                                  |                                                  | 27                                               |                                                  |                |             |
| 1899                         | Rathg.                       | 15                           | 1279                                                                    |                                                                         | 36 002 Nür                                                              |                                                                         |                                                                         | xx/192x                                                                 |                                                                         | 3                                                | Pl, Wsbr                                         | Ggl                                              | D                                                | 1                                                | 1 ½ (9)                                          | 3 (18)                                           |                                                  |                                                  | 27                                               |                                                  |                |             |
| 1899                         | Rathg.                       | 15                           | 1280                                                                    |                                                                         | 36 015 Mü                                                               | 29 859 Mü                                                               |                                                                         | 01/1950                                                                 |                                                                         | 3                                                | Pl, Wsbr                                         | Ggl                                              | D                                                | 1                                                | 1 ½ (9)                                          | 3 (18)                                           | Altschadwagen                                    |                                                  | 27                                               |                                                  |                |             |
| 1899                         | Rathg.                       | 15                           | 1281                                                                    | 1281                                                                    |                                                                         |                                                                         |                                                                         | 11/1919                                                                 |                                                                         | 3                                                | Pl, Wsbr                                         | Ggl                                              | D                                                | 1                                                | 1 ½ (9)                                          | 3 (18)                                           |                                                  |                                                  | 27                                               |                                                  |                |             |
| 1899                         | Rathg.                       | 15                           | 1282                                                                    |                                                                         | 36 016 Mü                                                               | 29 860 Mü                                                               |                                                                         | 1945?                                                                   |                                                                         | 3                                                | Pl, Wsbr                                         | Ggl                                              | D                                                | 1                                                | 1 ½ (9)                                          | 3 (18)                                           |                                                  |                                                  | 27                                               |                                                  |                |             |
| 1899                         | Rathg.                       | 15                           | 1283                                                                    |                                                                         | 36 017 Mü                                                               | 29 861 Mü                                                               |                                                                         | 1945?                                                                   |                                                                         | 3                                                | Pl, Wsbr                                         | Ggl                                              | D                                                | 1                                                | 1 ½ (9)                                          | 3 (18)                                           |                                                  |                                                  | 27                                               |                                                  |                |             |
| 1899                         | Rathg.                       | 15                           | 1284                                                                    |                                                                         |                                                                         |                                                                         |                                                                         | xx/1925                                                                 |                                                                         | 3                                                | Pl, Wsbr                                         | Ggl                                              | D                                                | 1                                                | 1 ½ (9)                                          | 3 (18)                                           |                                                  |                                                  | 27                                               |                                                  |                |             |
| 1907                         | MAN                          | 11                           | 1372                                                                    |                                                                         | 36 018 Mü                                                               | 29 915 Mü                                                               | 29 915 Mü                                                               | 05/1954                                                                 |                                                                         | 3                                                | Pl, Wsbr                                         | Ggl                                              | D                                                | 1                                                | 1 ½ (9)                                          | 3 (18)                                           |                                                  |                                                  | 27                                               |                                                  |                |             |
| 1907                         | MAN                          | 11                           | 1373                                                                    |                                                                         | 36 019 Mü                                                               | 29 916 Mü                                                               |                                                                         | xx/193x                                                                 |                                                                         | 3                                                | Pl, Wsbr                                         | Ggl                                              | D                                                | 1                                                | 1 ½ (9)                                          | 3 (18)                                           |                                                  |                                                  | 27                                               |                                                  |                |             |
| 1907                         | MAN                          | 11                           | 1374                                                                    |                                                                         | 36 020 Mü                                                               | 29 917 Mü                                                               | 29 917 Mü                                                               | 04/1956                                                                 |                                                                         | 3                                                | Pl, Wsbr                                         | Ggl                                              | D                                                | 1                                                | 1 ½ (9)                                          | 3 (18)                                           | bei DB: BDW 700 026                              |                                                  | 27                                               |                                                  |                |             |
| 1907                         | MAN                          | 11                           | 1375                                                                    | 1375                                                                    |                                                                         |                                                                         |                                                                         | 11/1919                                                                 |                                                                         | 3                                                | Pl, Wsbr                                         | Ggl                                              | D                                                | 1                                                | 1 ½ (9)                                          | 3 (18)                                           |                                                  |                                                  | 27                                               |                                                  |                |             |
| 1907                         | MAN                          | 11                           | 1376                                                                    |                                                                         | 36 021 Mü                                                               | 29 918 Mü                                                               |                                                                         | 1945?                                                                   |                                                                         | 3                                                | Pl, Wsbr                                         | Ggl                                              | D                                                | 1                                                | 1 ½ (9)                                          | 3 (18)                                           |                                                  |                                                  | 27                                               |                                                  |                |             |
| 1907                         | MAN                          | 11                           | 1377                                                                    |                                                                         | 36 022 Mü                                                               | 29 919 Mü                                                               |                                                                         | 1945?                                                                   |                                                                         | 3                                                | Pl, Wsbr                                         | Ggl                                              | D                                                | 1                                                | 1 ½ (9)                                          | 3 (18)                                           |                                                  |                                                  | 27                                               |                                                  |                |             |
| 1907                         | MAN                          | 11                           | 1378                                                                    | 1378                                                                    |                                                                         |                                                                         |                                                                         | 11/1919                                                                 |                                                                         | 3                                                | Pl, Wsbr                                         | Ggl                                              | D                                                | 1                                                | 1 ½ (9)                                          | 3 (18)                                           |                                                  |                                                  | 27                                               |                                                  |                |             |
| 1907                         | MAN                          | 11                           | 1379                                                                    | 1379                                                                    |                                                                         |                                                                         |                                                                         | 11/1919                                                                 |                                                                         | 3                                                | Pl, Wsbr                                         | Ggl                                              | D                                                | 1                                                | 1 ½ (9)                                          | 3 (18)                                           |                                                  |                                                  | 27                                               |                                                  |                |             |
| 1907                         | MAN                          | 11                           | 1380                                                                    | 1380                                                                    |                                                                         |                                                                         |                                                                         | 11/1919                                                                 |                                                                         | 3                                                | Pl, Wsbr                                         | Ggl                                              | D                                                | 1                                                | 1 ½ (9)                                          | 3 (18)                                           |                                                  |                                                  | 27                                               |                                                  |                |             |
| 1907                         | MAN                          | 11                           | 1381                                                                    |                                                                         | 36 023 Mü                                                               | 29 920 Mü                                                               |                                                                         | 1945?                                                                   |                                                                         | 3                                                | Pl, Wsbr                                         | Ggl                                              | D                                                | 1                                                | 1 ½ (9)                                          | 3 (18)                                           |                                                  |                                                  | 27                                               |                                                  |                |             |
| 1907                         | MAN                          | 11                           | 1382                                                                    |                                                                         | 36 024 Mü                                                               | 29 921 Mü                                                               |                                                                         | 1945?                                                                   |                                                                         | 3                                                | Pl, Wsbr                                         | Ggl                                              | D                                                | 1                                                | 1 ½ (9)                                          | 3 (18)                                           |                                                  |                                                  | 27                                               |                                                  |                |             |